# Hasso Plattner
Hasso Plattner (Berlim, 21 de janeiro de 1944) é um empresário alemão. Juntamente com Dietmar Hopp, Claus Wellenreuther, Hans-Werner Hector e Klaus Tschira fundou em 1972 a empresa de software SAP, atual SAP SE em Walldorf, Baden-Württemberg. Seu Hasso-Plattner-Institut financiou a reconstrução do Palast Barberini em Potsdam, destruído na Segunda Guerra Mundial, com seu Museum Barberini.
Recebeu a Medalha Leibniz de 2004. Recebeu o Anel Werner von Siemens de 2017.